# Трудовской сельсовет (Полоцкий район)
Трудовской сельсовет (бел. Трудаўскі́ сельсавет) — упразднённая административная единица на территории Полоцкого района Витебской области Республики Беларусь. Административный центр — деревня Труды.

## История
Образован 20 августа 1924 года как Орлейский сельсовет в составе Дретунского района Полоцкого округа БССР. Центр — деревня Орлея. С 3 июля 1925 года в составе Краснопольского, с 4 августа 1927 года в составе Полоцкого районов Полоцкого округа. После упразднения окружной системы 26 июля 1930 года в Полоцком районе БССР, с 21 июня 1935 года — Полоцкого округа, с 20 февраля 1938 года — Витебской области. 
В 1939 году центр сельсовета перенесен в деревню Труды. 
С 20 сентября 1944 года в Полоцком районе Полоцкой области, с 8 января 1954 года — Витебской области. 
7 июня 1968 года переименован в Трудовский сельсовет.
На 1 января 1974 года в составе сельсовета 13 населенных пунктов.
8 апреля 2004 года упразднен, территория присоединена к Малоситнянскому сельсовету.

## Состав
- Орлея — деревня.
- Белое — деревня.
- Быховцы — деревня.
- Грибно — деревня.
- Жельцы — деревня.
- Заболотье — деревня.
- Заситница — деревня.
- Званое — деревня.
- Стодольница — деревня.
- Труды — деревня.
- Владимировка — деревня.
- Федоровка — деревня.